# Примаков, Евгений Александрович
Евгений Александрович Примаков (Евгений Сандро́) (род. 29 апреля 1976, Москва) — российский журналист, государственный, политический и общественный деятель. Руководитель Федерального агентства по делам Содружества Независимых Государств, соотечественников, проживающих за рубежом, и по международному гуманитарному сотрудничеству с 25 июня 2020 года. Действительный государственный советник третьего класса (2021).
Депутат Государственной Думы Федерального собрания Российской Федерации VII созыва (9 сентября 2018 — 25 июня 2020).
Находится под санкциями всех стран Евросоюза, Канады, Украины и Швейцарии за поддержку российской войны и агрессии против Украины.

## Биография
Евгений Примаков — внук Евгения Максимовича Примакова — учёного-востоковеда, в прошлом — председателя Правительства РФ. В возрасте 5 лет потерял скончавшегося от сердечного приступа отца. Для работы в СМИ взял себе псевдоним в честь отца — «Евгений Сандро».
В 1999 году окончил историко-филологический факультет Российского государственного гуманитарного университета по специальности «история».
Некоторое время работал на радио «Эхо Москвы», в ТАСС, в журнале «Коммерсантъ-Деньги», публиковался в «Общей газете».
На телевидении работает с 2002 года. Изначально работал на телеканале ТВС военным корреспондентом информационных программ «Новости» и «Итоги». Был в числе журналистов телеканала, освещавших Иракскую войну — работал корреспондентом в Израиле и Ираке.
В мае 2003 года покинул ТВС и перешёл работать на телеканал НТВ. Делал сюжеты для программ «Сегодня», «Страна и мир» и «Профессия — репортёр». С 2003 по 2005 год чаще всего работал в Москве, реже — спецкором по Ближнему Востоку. Освещал теракт на пивном рок-фестивале «Крылья» в июле 2003 года. Во время работы на НТВ в качестве корреспондента отработал в командировках в Израиле и Палестине, в Афганистане, Пакистане, Ливии, Ираке. Во время командировок в Израиль и Палестину освещал террористические акты палестинских экстремистских организаций в израильских городах.
С 2005 по 2007 год являлся шефом ближневосточного бюро НТВ. В своих репортажах освещал Вторую ливанскую войну как в самом Ливане в зоне боевых действий, так и с территории Израиля. Также за время работы на НТВ освещал события в секторе Газа (переворот, осуществлённый группировкой ХАМАС, а также военные операции израильской армии), на Западном берегу реки Иордан. Неоднократно работал в зоне боевых действий. За организацию эвакуации российских граждан из сектора Газа летом 2007 года во время переворота, осуществлённого группировкой ХАМАС, был награждён медалью МЧС России и УВКБ ООН «Участнику чрезвычайных гуманитарных операций». Уволился с телеканала НТВ в июне 2007 года.
С осени 2007 по октябрь 2011 года — корреспондент Дирекции информационных программ «Первого канала» (программы «Новости», «Время» и «Другие новости»). С апреля 2008 по январь 2011 года являлся заведующим бюро «Первого канала» в Израиле. В частности, как сотрудник данной телекомпании работал в командировках в Ливии во время штурма Триполи летом 2011 года.
В 2010 году возглавил автономную некоммерческую организацию «Русская гуманитарная миссия».
С 2011 по 2014 год работал в управлении Верховного комиссара по делам беженцев ООН в Турции и Иордании. Изначально (с 2011 по 2013) — в представительстве УВКБ ООН/UNHCR в Турции в должности специального советника по политике в отношении беженцев в городских условиях, в 2013—2014 годах — в Иордании, в Офисе директора по Ближнему Востоку и Северной Африке в Аммане в должности офицера по медиа и коммуникациям.
С марта 2015 по декабрь 2020 года — автор и ведущий программы «Международное обозрение» на телеканале «Россия-24».
20 марта 2017 года по президентской квоте утверждён членом Общественной палаты Российской Федерации на 2017—2020 годы. В мае того же года стал советником председателя Государственной думы VII созыва Вячеслава Володина по международным вопросам и гуманитарным проектам.
9 сентября 2018 года на дополнительных выборах в Госдуму, избран депутатом Государственной думы Федерального собрания Российской Федерации VII созыва по Балашовскому одномандатному избирательному округу № 165. Входил в комитет по международным делам, был членом фракция «Единой России» в Госдуме. Полномочия прекращены досрочно в связи с переходом на другую работу.
25 июня 2020 года Указом Президента Российской Федерации Владимира Путина назначен руководителем Федерального агентства по делам Содружества Независимых Государств, соотечественников, проживающих за рубежом, и по международному гуманитарному сотрудничеству (Россотрудничества).
В ноябре 2020 года Россотрудничество во главе с Примаковым отказалось поддерживать акцию «Тотальный диктант» ввиду того, что Дмитрий Глуховский, автор диктанта в 2021 году, выступал за возвращение аннексированного Крыма Украине и сравнивал аннексию Крыма с аншлюсом (включением Австрии в состав Германии при Гитлере).

## Общественная позиция
В 2018 году являлся доверенным лицом кандидата в президенты России Владимира Путина.

## Личная жизнь
Женат, имеет четверых детей.

## Санкции
25 февраля 2023 года включён в санкционный список всех стран Евросоюза за «явную поддержку российской агрессии против Украины». Кроме того, «Россотрудничество организует международные мероприятия, направленные на закрепление в общественном сознании восприятия оккупированных украинских территорий как российских».
22 сентября 2023 года Примаков включён Канадой в санкционный список «соратников российского режима и агентов дезинформации» против причастных к депортации украинских детей в Россию и «созданию и распространению дезинформации и пропаганды, финансируемой Кремлём».
По аналогичным основаниям находится под санкциями Украины и Швейцарии.

## Награды
- Благодарность Правительства Российской Федерации (16 декабря 2019 года) — за большой вклад в развитие российского парламентаризма и активную законотворческую деятельность[43]
- Медаль «10 лет воссоединения Крыма с Россией» (2024 год, Республика Крым, Россия)[44]